# Alia Mamdouh
Alia Mamdouh, född 1944 i Bagdad, är en irakisk författare och journalist, bosatt i Paris.
Hon växte upp i Bagdad och tog examen i psykologi vid Mastansariyauniversitetet 1971. Hennes essäer och noveller har publicerats av ett flertal arabiska tidningar och tidskrifter. Mellan 1970 och 1982 var hon chefredaktör för tidskriften al-Rasid  och mellan 1983 och 1990 var hon kulturchef för den saudiska tidningen Al-Riyadh i Rabat, Marocko.
2004 tilldelades hon Naguib Mahfouz Medal for Literature för romanen al-Mahbubat.